# Varg Vikernes
Kristian Larsson Vikernes, más conocido como Varg Vikernes (noruego: [ˈʋɑrɡ ˈʋiːkəɳeːs]); (Bergen, 11 de febrero de 1973), es un músico multiinstrumentista, asesino exconvicto compositor, y cantante noruego radicado en Francia y también nacionalizado francés. Es conocido por ser uno de los pioneros de la escena musical del black metal noruego. En 2009 se le concedió la libertad condicional después de cumplir 16 años en prisión a causa del asesinato de Øystein Aarseth "Euronymous", miembro del grupo Mayhem, en 1993. También conocido como Conde Grishnackh (Conde Grishnackh), nombre que utilizaba en la temprana edad del black metal en Noruega, fue parte como cofundador de la banda Burzum.

## Biografía
Varg Vikernes nació el 11 de febrero de 1973 en Bergen, Noruega. Llamado por sus padres Kristian, aunque al fundar Burzum cambió su nombre porque le horrorizaba la idea de que este significara Cristiano. Lo sustituyó por "Varg", que en noruego significa lobo, y ha usado también el pseudónimo de "Count Grishnackh".
Varg Vikernes aprendió a tocar varios instrumentos en su adolescencia, y alrededor de 1988 o 1989, con quince o dieciséis años, formó un primer grupo llamado Kalashnikov, nombre que pronto fue cambiado por Uruk-hai. Según Vikernes no era un grupo serio ni de gran calidad. En 1989 conoció a los miembros del grupo Old Funeral y colaboró con ellos durante dos años. Después empezó a componer para su proyecto Burzum, en el que siempre ha compuesto todas las letras, realizado todas las partes vocales, y tocado casi siempre todos los instrumentos, encargándose también de mezclar las canciones.
El primer álbum de Burzum se llamaba simplemente Burzum y salió a la venta en marzo de 1992 a través de Deathlike Silence Productions (DSP), sello propiedad de Øystein Aarseth, más conocido como Euronymous. También era de su propiedad la tienda Helvete, en la que se vendieron las copias. Fue así como Burzum se integró a la Inner Circle, organización a la cual se unirían casi todas las bandas de black metal noruego lideradas por Mayhem. Según Vikernes, Euronymous no tenía dinero suficiente para el proyecto, por lo que él le prestó el equivalente a 5.100 dólares, un dinero que no recuperó después de que se vendieran las copias y su disco diera beneficios, por lo que Vikernes le perdió el aprecio y el respeto. Vikernes intentó crear su propia productora, "Cymophane", bajo la que apareció en agosto de 1993 Det Som Engang Var. Ese mismo año Vikernes colaboró como bajista con la banda Mayhem, de la que formaba parte Euronymous, en la grabación del disco De Mysteriis Dom Sathanas.
Sin embargo, a pesar de los roces iniciales que tuvo con Aarseth, Vikernes se las arregló para que la tienda Helvete y el sello Deathlike Silence tuviera la misma atención de antes por parte de los fanes. Por esto es que decidió dar una entrevista para unos reporteros diciendo estar detrás de los incendios a las iglesias junto a otros músicos (los cuales Varg provocaba regularmente), por lo que el black metal llegó a ser conocido mediáticamente. La entrevista produjo gran revuelo, los medios comenzaron a considerar al black metal como un género de músicos satanistas criminales y asesinos. A través de la prensa, la policía noruega comenzó a investigar los sucesos, por lo que Varg fue arrestado inmediatamente, para después ser liberado al no encontrarse pruebas ni evidencias.
Increíblemente, la gran atención mediática que produjo la entrevista y el arresto de Vikernes, generó una mayor atención de los fanáticos del black metal. Sin embargo, paradójicamente, esto coincidió con el hecho de que Euronymous, al no poder sostener la tienda Helvete, decidió cerrarla, causando decepción en los fanes (según Vikernes, Euronymous cerró la tienda debido a que sus padres se lo ordenaron). Posteriormente, Vikernes comenzó a decepcionarse progresivamente de Euronymous y lo acusaba de ser un estúpido, un necio y un tarado que no solamente no aprovechó aquel momento para generar mayor adhesión al black metal, sino que además quería ser siempre el centro de atención y controlar toda la escena del black metal noruego, por lo que ya no lo consideraba "extremo". Fue así como Varg decidió alejarse totalmente de cualquier cosa que lo relacionara a Euronymous, quien a la vez, comenzó a conspirar contra Varg.

### Asesinato de Euronymous
En agosto de 1993, el mismo mes en que sale a la venta su segundo álbum discográfico, Varg Vikernes viaja de noche en automóvil, de la ciudad de Bergen a Oslo, acompañado por Snorre Ruch, fundador del grupo Thorns. Según Vikernes, se había enterado por un amigo común de que Øystein Aarseth, alias Euronymous,   planeaba asesinarlo, o que al menos eso había dicho a varias personas, que le gustaría torturarle y matarle. Por aquella época, hacía ya tiempo que se mostraba un odio intrínseco de uno hacia el otro y además, Vikernes intentaba sacar su tercer álbum a través de otra discográfica, de forma que Euronymous no estuviera a cargo de la producción. Aunado a esto, Euronymous había sido detenido recientemente por haber herido a unos chicos con una botella de vidrio, por lo que Vikernes tomó en serio la supuesta amenaza. Al no sentirse intimidado, y para demostrar a Euronymous que no le temía, decide ir a verle a su propia casa, para enfrentarle personalmente.
Según Vikernes, al llegar a Oslo el 10 de agosto, llama al teléfono diciendo quién es y pone como excusa que quiere hablar sobre un contrato; por lo que sube al departamento mientras que Snorre Ruch queda esperando en la calle. Una vez dentro de su casa, cuando están ambos cara a cara, Aarseth se dirige hacia la cocina a buscar un cuchillo y, tras regresar con dicho instrumento, intenta fallidamente asestar un golpe a Vikernes, pero este le esquiva y quita el arma de la mano; subsecuente e instantáneamente Aarseth corre por el edificio, escaleras abajo. Vikernes le alcanza y lo mata con el mismo cuchillo en la pugna. La autopsia reveló un particular ensañamiento en el ataque en las escaleras, al determinar al menos 23 heridas en diversas partes del cuerpo de la víctima.
La huida de Vikernes en dicho momento es desesperada, tanto que la policía casi detuvo el coche en una ocasión mientras volvía a Bergen. Finalmente, fue arrestado el 19 de agosto (9 días después del hecho) en Bergen, donde permanecía oculto.  Días antes de su asesinato, cuando a Vikernes lo han acusado de quemar iglesias, Aarseth ya había declarado: "[...]" Pronto será reconocido por algo más grande". Sin saberlo, había pronosticado su propia muerte.
En su acusación por asesinato se incluían también cargos de piromanía hacia varias iglesias centenarias noruegas. La imagen de los restos calcinados de una de estas iglesias constituye la portada de la primera versión de Aske, y existe también una edición pirata de uno de los discos cuya contraportada incluye un recortable de una iglesia junto al texto "Quema tu propia iglesia". Sin embargo, Vikernes no ha admitido ni desmentido los hechos hasta la fecha. Así, sin más evidencia que testimonios de individuos que aparentemente también participaron en la quema de iglesias, se le condena a prisión.

### Quema de Iglesias

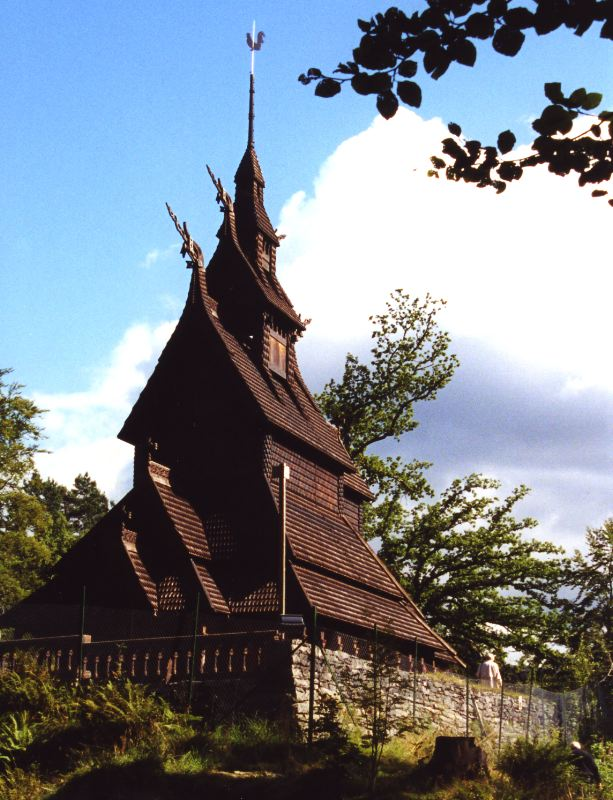
Iglesia de Fantoft reconstruida tras el incendio.

El 6 de junio de 1992 la iglesia de madera de Fantoft, uno de los tesoros arquitectónicos de Noruega que fechaban desde el siglo XII, fue quemada. Antes de enero de 1993 los incendios habían ocurrido por lo menos en otras siete iglesias noruegas. Vikernes fue declarado culpable en varios de estos casos: el atentado de incendiar la iglesia de Storetveit en Bergen, la iglesia de Åsane en Bergen, la iglesia de Skjold en Vindafjord, la capilla de Holmenkollen en Oslo y de la muerte de un bombero. Asimismo, fue acusado por el delito de incendiar la iglesia de Fantoft en las afueras de Bergen, aunque los miembros del jurado no llegaron a declararle culpable. Los jueces consideraron esto como un error del jurado, pero rechazaron revocar el caso entero. Las últimas apelaciones al caso fueron rechazadas.
La prensa denunció al Inner Circle y a este conjunto de grupos pioneros del black metal noruego, entre ellos Mayhem, Darkthrone y Emperor; formados por jóvenes que se conocían entre sí, algunos de ellos criminales o suicidas. Desde su celda en las afueras de Oslo, Varg declaró en una entrevista que no quería ser más asociado con el black metal.

### Vikernes en la actualidad
Tras 16 años encarcelado, Varg Vikernes salió de prisión, bajo libertad condicional, el 24 de mayo de 2009 y lanzó su primer disco posterior al encarcelamiento, llamado Belus en 2010, editando consecuentemente los álbumes Fallen en 2011, y Umskiptar en 2012.

Vivió durante un tiempo en una granja en Telemark (Noruega), trasladándose con posterioridad a Francia, donde reside en la actualidad con su mujer Marie Cachet y siete de sus hijos (Tivar, Baldur, Sovili, Eloi, Björn, Maïa y una hija nacida en marzo de 2021), dándose a la tarea de construir su propia casa, emplazada en una localidad rural, en la región de Limousin. Vikernes tiene una hija de un noviazgo anterior en Noruega.
En marzo de 2013 salió a la venta el documental Forebears (‘ancestros’) dirigido por Marie Cachet, que cuenta con música sin publicar de Burzum como banda sonora. Parte de la música de esta banda sonora, así como otras composiciones, fueron lanzados en 2013 en un álbum conceptual, de música puramente electrónica esta vez, al estilo de los viejos álbumes compuestos mientras Vikernes estaba en prisión. Este álbum se titula "Sôl austan, Mâni vestan" (al este del sol, al oeste de la luna).

### Juicio
En el juicio de agosto de 1993 Vikernes afirma que se había enterado por un amigo común de que Euronymous planeaba matarle. Ambos se reúnen en casa de Aerseth (Euronymous), este último busca un cuchillo en la cocina e intenta asestar un golpe a Vikernes, pero él lo esquiva y le arrebata el arma. Aerseth corre por el edificio, escaleras abajo. Vikernes lo alcanza y mata en la pugna. Según el informe oficial, fue acuchillado 23 veces: 2 veces en la cabeza, 5 veces en el cuello y 16 veces en la espalda. Vikernes lo niega, diciendo que Aerseth se cayó encima de vidrios rotos mientras corría, lo que podría explicar la cantidad considerable de heridas. En su acusación por asesinato se incluían también cargos de piromanía hacia varias iglesias centenarias noruegas. Vikernes fue sentenciado a 21 años de prisión por la quema de iglesias (algunas con artesanías del siglo XVII) y por el asesinato de Aarseth en 1994.

### Detención en 2013
El 16 de julio de 2013 Vikernes fue detenido por sospechas de planear una masacre. Según diversos medios,[¿cuál?] el origen de la investigación que llevó a su detención es que Vikernes fue uno de los 530 receptores del manifiesto de Anders Breivik, el asesino que puso una bomba en Oslo y asesinó a 77 personas en Noruega en julio de 2011, en el acto conocido como "matanza de Utøya". No obstante, Vikernes repudió lo ocurrido en su web y su blog.[cita requerida]

### Liberación
Varg Vikernes y su mujer Marie Cachet fueron liberados el 18 de julio. La policía, que según la legislación francesa puede retener a toda persona sospechosa de terrorismo durante 96 horas, tomó la decisión al no encontrar indicio alguno sobre planes terroristas o cualquier acción violenta. Medios locales y la cadena noruega NRK han confirmado que su liberación se produjo sobre las 19.00 h y tras dos días de encierro.

### Creencias personales
Vikernes declaró que tiene alta estima por los autores J.R.R Tolkien, Julius Evola, Friedrich Nietzsche, Oswald Spengler y Knut Hamsun.

### Afiliación política
Vikernes dice que nunca ha sido parte de ninguna organización nazi y que la única en la que ha participado es Riksmålsforbundet. En una declaración de julio de 2005, en su sitio web, titulada "The Nazi Ghost" ("El fantasma nazi"), Vikernes afirma que aunque "ocasionalmente usó el término 'nazismo' para describir [su] base ideológica", él ya no se autodenomina "nazi".

La razón por la que me he sentido atraído y ocasionalmente he expresado apoyo al "nazismo" es mayormente porque muchos de los noruegos (y alemanes) "nazis" abrazaron nuestra religión pagana como nuestra sangre-religión, y rechazaron al judeocristianismo como una herejía judía.

Vikernes expresó sus deseos de no ser asociado con sentimientos anti-eslávicos. Él identifica tres cosas que lo diferencian de los "nazis": "a diferencia de ellos no soy socialista (ni siquiera a un nivel nacional), no soy materialista y creo en la democracia (¡la antigua escandinava!)".
A finales de los 1990, "para evitar confusión" y "encontrar un término más adecuado y preciso", Vikernes acuñó el término "odalismo" basado en la runa Odal. "Del nórdico óðal (patria, alodio, ley alodial, nobleza, noble, bienes heredados, madre patria, propiedad de tierra, familia distinguida, distinguido, espléndido, parentesco y nación)." Él explica: "Se posiciona en el paganismo, nacionalismo tradicional, racialismo y ambientalismo." Vikernes lo contrasta con la "'civilización' moderna" a la cual equipara con "capitalismo, materialismo, judeocristianismo, contaminación, urbanización, mestizaje, americanización, socialismo, globalización, etcétera". Le da importancia al hecho de que el odalismo "no es un concepto corrompido por la historia"; en contraste al nazismo:

El 'fantasma nazi' ha asustado a millones de europeos de preocuparse de su sangre y su tierra natal por sesenta años hasta el día de hoy, y es momento de desterrar este fantasma y comenzar de nuevo a pensar y preocuparnos por las cosas que (lo que queramos o no) son importantes para nosotros.

En otros textos de su página de internet, Vikernes abraza el nordicismo, conservadurismo, racismo, y eugenesia ("higiene racial"). No obstante, señala que seguir la cultura propia es una elección igualmente válida y benéfica para todas las personas. Vikernes declara que aunque es un racista, él no odia a nadie y que "el odio es irracional". También ha expresado rechazo por la homosexualidad.
En respuesta a una pregunta de un admirador, Vikernes expresó su desdén por la Unión Europea, describiéndola como "totalmente corrupta, extremadamente burocrática, predominantemente católica y completamente caótica".

### Religión
Varg se considera a sí mismo pagano, y promueve el retorno de los europeos a llevar a cabo una religiosidad propiamente europea. Aunque ha sido muy asociado al satanismo, él rechaza la etiqueta declarando que no había ningún miembro en la primera escena del black metal noruega con esa ideología, y que solo utilizaban el concepto para trazar la mayor distancia posible con el mundo judeocristiano.
En una entrevista de 2010 con la revista "Vampiria" de España, Vikernes fue consultado sobre el importante papel que el odinismo juega en su vida, a lo que él respondió: "Bueno, no soy religioso de ninguna manera, pero tengo una ideología y valores paganos. Creo en la sangre, el suelo y el honor; en la familia, la patria y en hamingja; en la fuerza, las tradiciones y el coraje. Y creo en una Europa despertando."

### Uso de drogas
Vikernes está en contra del uso de drogas y declara que nunca las ha ingerido, ni siquiera alcohol, aspirinas, Coca-Cola o dulces, y el único uso que condona es el de prescripción. Incluso en su blog considera a las personas que consumen drogas como “débiles de mente”. De esta forma ha desdeñado a la subcultura del metal, llamándola "música negra". 

Es una subcultura primitiva, sin inteligencia y sin sentido, como lo son todas las subculturas del rock and roll. Yo también escuchaba música metal, pero nunca me comporté como un negro por eso. Fumar marihuana o emborracharse, dormir en cualquier lado y contagiarse el uno con el otro enfermedades venéreas, estar de fiesta todo el tiempo, ir a conciertos para conocer a otros cabezas huecas, etcétera. ¿Qué sentido tiene? [...] La verdadera atracción que la gente tiene en esta particular subcultura debe ser otra, como desprecio por el mundo moderno, fascinación por la muerte, lo gótico, el romanticismo o incluso valores paganos, pero todo se vuelve muy negativo mezclado con la cultura tradicional del heavy metal.

### El señor de los anillos
Desde temprana edad, Vikernes ha estado fascinado con el reino ficticio de la Tierra Media creado por el escritor británico J. R. R. Tolkien. Su nombre artístico Grishnackh está tomado por un orco de Las dos torres. El nombre Burzum, que significa oscuridad, fue tomado de la lengua negra inscrita en el anillo único del Señor de los Anillos. La inscripción dice "Ash nazg durbatulûk, ash nazg gimbatul, ash nazg thrakatulûk agh burzum-ishi krimpatul" o en español "Un Anillo para gobernarlos a todos. Un Anillo para encontrarlos,
un Anillo para atraerlos a todos y atarlos en las tinieblas [oscuridad]." Adicionalmente, antes de unirse a Old Funeral, él estuvo en una banda llamada Uruk-Hai, también derivado del texto del Señor de los anillos.
Vikernes interpretó The Lord of the Rings en su página web, señalando las conexiones al paganismo en los libros, pero también reconociendo el contexto cristiano de las creencias católicas de Tolkien.

## Discografía

### Burzum
| Álbumes de estudio - 1992: Burzum - 1992: Aske (EP) - 1993: Det Som Engang Var - 1994: Hvis Lyset Tar Oss - 1996: Filosofem - 1997: Dauði Baldrs - 1999: Hliðskjálf - 2010: Belus - 2011: Fallen - 2011: From the Depths of Darkness - 2012: Umskiptar - 2013: Sôl austan, Mâni vestan - 2014: The Ways of Yore - 2020: Thulêan Mysteries Álbumes recopilatorios - 1995: Burzum/Aske - 1998: Burzum 1992-1997 - 1998: Presumed Guilty - 1998: Gummo (banda sonora) - 2002: Anthology - 2004: Fenriz Presents... The Best of Old-School Black Metal - 2008: Anthology - 2012: The Descent of the Sun - Tribute To Burzum - 2012: Forsvunnet Filosofem - A Tribute To Burzum - 2014: Tribute to Burzum V/A Compilation | Demos y promos - 1991: Burzum (Demo I) - 1991: Burzum (Demo II) - 1992: Burzum (Promo) Tributos - 2002: Visions - 2003: A Man, A Band, A Symbol - 2003: Wotan Mit Uns! - 2005: The Tribute - 2005: Burzum Tribute Attack - 2006: Triumph Und Wille - 2008: Life Has New Meaning - 2009: Tribute To Burzum: When The Night Falls |

### Mayhem
- 1994: De Mysteriis Dom Sathanas

### Old Funeral
- 1991: Devoured Carcass (EP) -

### Darkthrone
- 1994: Transilvanian Hunger (letras de cuatro canciones)
- 1995: Panzerfaust (letra de una canción)